# Silent Valley Reservoir
Das Silent Valley Reservoir (irisch Taiscumar Ghleann an Chiúnais) ist ein Stausee in den Mourne Mountains nahe Kilkeel im County Down in Nordirland. Aus ihm werden das County Down, die umgebenden Counties und ein Großteil Belfasts mit Trinkwasser versorgt. Es wird von der Northern Ireland Water Ltd  betrieben. Mehr als 9.000 Arbeiter waren zwischen 1923 und 1933 am Bau beteiligt.

## Geschichte
Durch den rasanten Einwohnerzuwachs in Belfast wuchs auch die Nachfrage nach Trinkwasser, die die zwei vorhandenen Einzugsgebiete nicht mehr befriedigen konnten. Aus fünf möglichen Standorten wurde Mournes aufgrund der Wassergüte und der Niederschlagshäufigkeit ausgewählt. Zum Schutz vor Weidevieh ist das gesamte Gebiet mit einer 35 km langen Trockenmauer umgeben. Die Entwicklung vollzug sich in drei Stufen:
- Zunächst wurde das Wasser aus dem Kilkeel und dem Annalong mit Rohren in ein Reservoir nahe Carryduff geleitet.
- Dann wurde ein Stausee am Kilkeel gebaut und weitere Wasserleitungen verlegt.
- Nach längeren Diskussionen der technischen Möglichkeiten wurde ein Tunnel durch den Slieve Binnian gebaut, um Trinkwasser vom Annalong  in das Silent Valley Reservoir zu leiten.

## Der Binnian Tunnel
Zwischen 1947 und 1951 trieben mehr als 150 Arbeiter den mehr als 4 km langen Tunnel durch den Slieve Binnian. Der Binnian Tunnel stellte den gewachsenen Trinkwasserbedarf Belfasts sicher. Er wurde offiziell am 28. August 1952 eröffnet.